# Mésorégion d'Araçatuba
 (février 2025).
Si vous disposez d'ouvrages ou d'articles de référence ou si vous connaissez des sites web de qualité traitant du thème abordé ici, merci de compléter l'article en donnant les références utiles à sa vérifiabilité et en les liant à la section « Notes et références ».
La région d'Araçatuba est l'une des 15 mésorégions de l'État de São Paulo. Elle regroupe 36 municipalités groupées en 3 microrégions.

## Données
La région compte 678 355 habitants pour 16 763 km2.

## Microrégions[1]
La mésorégion d'Araçatuba est subdivisée en 3 microrégions :
- Andradina
- Araçatuba
- Birigüi